# Aron Andersson (missionär)
Aron Georg Valdemar Andersson, född 19 april 1901 i Angelstads församling, Kronobergs län, död 16 augusti 1985 i Enskede församling, Stockholm, var en svensk missionär, författare  och evangelist verksam främst i Kongo.

## Verksamhet
Aron Andersson var även känd som ”Kongo Aron” och räknas som en av de mest framgångsrika evangelikala svenska missionärerna. Han var utbildad vid Betelseminariet och verksam inom Svenska Baptistsamfundet och fick stor betydelse särskilt på 1930- och 1940-talet.
Han var även produktiv som författare och skrivit flera böcker, både tidsdokument från missionsarbetet som böckerna Guds kraft griper Kongo och Andens vind i Kongo, såväl som andlig uppbyggelselitteratur.
Efter flera missionsperioder i  Kongo var Aron Andersson verksam som talare i Sverige och ut över hela världen. Ett av hans fokusområden var att inspirera till missionsarbete och han predikade bland annat i Indien, Sydafrika, USA och Mexiko. Han arrangerade även ett flertal resor till Israel.
Som väckelseförkunnare var han mycket anlitad i Sverige då han på ett originellt sätt kunde blanda levande berättelser från missionsfältet med brinnande predikan från bibeln om tro på bönen och om den heliga Andens kraft.
Aron Andersson kan sägas vara en förkunnare inom baptismen som i sin teologi relaterade till ämnen inom karismatik och andlig kraft som var nära pingstväckelsens betoningar. I hans möten förekom mycket förbön för sjuka om helanden från sjukdomar.

## Familj
Aron Andersson gifte sig 1932 med sjuksköterskan och barnmorskan Nita Andersson, född Lucas (1905–2005). Paret träffades i Storbritannien när han läste medicin inför sin missionsinsats och de blev äkta makar och medarbetare  i den kristna missionen.